# Hugh MacLennan
Pour les articles homonymes, voir MacLennan.
Ne doit pas être confondu avec l'homme d'affaires montréalais Hugh McLennan.
Hugh MacLennan est un écrivain, professeur et journaliste québécois de langue anglaise, né à Glace Bay, Nouvelle-Écosse, le 20 mars 1907 et décédé le 7 novembre 1990. Après des études aux universités Dalhousie, Oxford et Princeton, il s'installe à Montréal où il enseigne la littérature anglaise au Lower Canada College et à l'université McGill.
Romancier et essayiste, Hugh MacLennan a vu nombre de ses romans traduits en quatorze langues, dont le français. Son roman intitulé Two Solitudes a de plus été porté à l'écran. Le titre, qui décrit les relations conflictuelles entre anglophones et francophones du Québec, est passé dans la langue courante au Canada anglais pour décrire les tensions qui subsistent encore aujourd'hui entre les deux principales communautés qui composent le Canada. Il est un des premiers écrivains canadiens à considérer que des thèmes tirés de l'histoire et de la société canadienne peuvent avoir un intérêt universel. C'est ainsi qu'il choisit comme sujets de ses premiers romans l'explosion du port d'Halifax en 1917, ou encore les relations entre anglophones et francophones à Montréal. Il s'impose ainsi comme un des fondateurs du roman canadien, et un des premiers écrivains à être lus à l'extérieur des frontières du pays.
Il a vu son apport à la littérature souligné par dix-neuf universités canadiennes qui lui ont remis des doctorats honorifiques. 
La chanson Courage (for Hugh MacLennan) du groupe de musique The Tragically Hip est nommée en son honneur. 

### Romans
- Barometer Rising (1941) (« Le temps tournera au beau »)
- Two Solitudes (1945) (« Deux solitudes »)
- The Precipice (1948)
- Each Man's Son (1951)
- The Watch That Ends the Night (1958) (« Le matin d'une longue nuit »)
- Return of the Sphinx (1967)
- Voices in Time (1980)

### Autres/Essais
- Oxyrhyncus : an Economic and Social Study (1935)
- Canadian Unity and Québec (1942)
- Cross Country (1949)
- The Future of the Novel as an Art Form (1959)
- Scotchman's Return and other essays (1960)
- Seven Rivers of Canada (1961)
- The Colour of Canada (1967)
- The Other Side of Hugh MacLennan (1978)
- On Being a Maritime Writer (1984)

## Honneurs
- 1945 - Prix du Gouverneur général
- 1948 - Prix du Gouverneur général
- 1949 - Prix du Gouverneur général
- 1952 - Médaille Lorne Pierce
- 1954 - Prix du Gouverneur général
- 1959 - Prix du Gouverneur général
- 1967 - Prix Molson
- 1967 -  Compagnon de l'Ordre du Canada
- 1984 - Prix de la Banque Royale du Canada
- 1985 - Chevalier de l'Ordre national du Québec
- Membre de la Société royale du Canada

## Adaptations au cinéma
Son roman Two Solitudes est adapté au cinéma en 1978 par Lionel Chetwynd sous le titre Deux Solitudes.